# Túnel de la Avenida 8 de Octubre
El Túnel de la Avenida 8 de Octubre es un paso a desnivel en la ciudad de Montevideo sobre la avenida homónima y por debajo de la Plaza de la Democracia. 

## Características
La construcción cuenta con un total de 190 metros de largo, conecta las avenidas 8 de Octubre y 18 de Julio, por debajo de la Plaza de la Democracia y Bulevar Artigas.  

## Historia
En 1957 el entonces Consejo Departamental decide proyectar la construcción de un túnel  vehicular en la intersección de Bulevar Artigas y la Avenida 8 de Octubre, en el barrio de Tres Cruces, cabe destacar que en ese entonces no existía ni la plaza de la democracia, ni mucho menos el centro comercial y terminal. 
Para dicha construcción, primero debieron realizarse ciertas modificaciones en lo que respecta a las cañerías de agua potable, cableado de las usinas eléctricas, como también el cableado de la compañía de trolebuses. La construcción finalmente fue inaugurada el 18 de julio de 1961. En 1968 comenzaron a circular las líneas de trolebuses, siendo la línea 4 la única en circularlo.

## Actualidad
En actualidad por el mismo circulan vehículos particulares, así como también todas las líneas de ómnibus de eje de Octubre- 18 de Julio. Es una importante vía, en lo que respecta a la evacion del flujo vehicular que emana desde Avenida Italia y Bulevar Artigas, y que por ende se concentra en la intersección de ambas avenidas.  